# Osaka After Dark
Osaka After Dark er rockgruppen D-A-D's første livealbum indspillet i januar 1990 og udgivet i oktober samme år kun i Japan, hvilket har gjort det til et eftertragtet samleralbum. Optagelserne stammer fra en turne i Japan, Singapore og Australien i april 1989.

## Spor
| 1. | "Girl Nation"          | 4:19 |
| 2. | "ZCMI"                 | 2:46 |
| 3. | "Rim Of Hell"          | 4:58 |
| 4. | "Sleeping My Day Away" | 4:43 |
| 5. | "Lords Of The Atlas"   | 3:57 |
| 6. | "Wild Talk"            | 4:20 |
| 7. | "Overmuch"             | 5:52 |